# آيري هاتاكياما
آيري هاتاكياما (باليابانية: 畠山愛理؛ بالكانا: はたけやま あいり) هي لاعبة جمباز إيقاعي وعارضة يابانية، ولدت في 16 أغسطس 1994 في طوكيو في اليابان.

## وصلات خارجية
- آيري هاتاكياما على موقع الاتحاد الدولي للجمباز (licence) (الإنجليزية)
- آيري هاتاكياما على موقع الاتحاد الدولي للجمباز (biography) (الإنجليزية)
- آيري هاتاكياما على موقع اللجنة الأولمبية الدولية (الإنجليزية)
- آيري هاتاكياما على موقع أوليمبيديا (الإنجليزية)